# Luís Cardim
Luiz Alfredo Pires Cardim (Cascais, 9 de julho de 1879 — Porto, 6 de Agosto de 1958) foi um professor da Faculdade de Letras da Universidade do Porto, escritor e tradutor, com uma distinta carreira no campo da docência e do estudo da cultura portuguesa e inglesa. Foi especialista em literatura inglesa, em particular na obra de William Shakespeare.

## Biografia
Concluiu o curso da Escola Politécnica de Lisboa ingressando seguidamente na docência liceal como professor das línguas inglesa e alemã. Foi docente do Liceu Nacional de Bocage, da cidade de Setúbal, entre 1904 e 1910, distinguindo-se aí pelas suas qualidades pedagógicas.
No ano lectivo de 1907/1908 gozou de licença sabática como bolseiro do Estado destinada a realizar uma missão de estudo no estrangeiro. Nesse ano frequentou no University College London, em Londres, cadeiras Psicologia, Fonética e Literatura Inglesa, tendo aí sido aluno de professores como o foneticista Daniel Jones e o professor de língua e literatura inglesa Israel Gollancz.
Em 1910, aquando da implantação da República em Portugal, foi transferido para o Liceu de Sá da Bandeira, em Santarém, onde permaneceu até 1913, ano em que se transferiu para o Liceu de Gil Vicente, em Lisboa, do qual depois seria reitor,. Naquele liceu conviveu com Leonardo Coimbra, que mais tarde seria Ministro da Instrução Pública. O reconhecimento da sua valia científica e pedagógica conduziu à sua participação em diversas comissões de reforma do ensino secundário. Também se dedicou à realização de cursos breves, conferências e traduções.
Foi convidado em 1919 pelo então Ministro da Instrução Pública, o seu antigo colega Leonardo Coimbra, para integrar o corpo docente da recém-criada Faculdade de Letras do Porto. Naquela Faculdade exerceu funções de professor contratado do 3.º Grupo (Filologia Germânica), que até 1926 acumulou com docência no Liceu Central Feminino de Sampaio Bruno (actual Escola Secundária Carolina Michaëlis), também no Porto.
Na Faculdade de Letras do Porto regeu as cadeiras de Língua e Literatura Inglesa, Língua e Literatura Alemã e de Gramática Comparada das Línguas Germânicas. Para além disso ministrou cursos práticos de Inglês e de Alemão. Em 1921 passou a professor ordinário daquela Faculdade e depois a professor catedrático pela Reforma do Ensino Superior de 1926.
O Conselho Escolar da Faculdade de Letras da Universidade do Porto, por deliberação de 19 de abril de 1926, atribuiu-lhe o grau de Doutor em Letras, na especialidade de Filologia Germânica. Para além da docência, foi nomeado segundo bibliotecário da Faculdade, cargo que exerceu entre 23 de outubro de 1929 a 2 de abril de 1930. Foi eleito director da Faculdade, já após o anúncio da sua extinção, exercendo o cargo entre 18 de março de 1930 e 31 de julho de 1931, data de encerramento das actividades.
Após o encerramento da Faculdade, dedicou-se ao ensino liceal, tendo em 1932 solicitado a aposentação, o que lhe foi recusado. Deixou então de leccionar, passando para tarefas administrativas, prosseguindo a sua produção cultural e científica.
Foi secretário da Liga Portuguesa de Profilaxia Social.

## Obras
Entre muitas outras obras, é autor das seguintes:
- Projecção de Camões nas letras inglêsas
- Estudos de literatura e de lingüística
- Vila Viçosa
- Gramáticas anglo-castelhanas e castelhano-anglicas (1586-1828)
- Portuguese-English grammarians and eighteenth-century spoken English
- Os problemas do "Hamlet" e as suas dificuldades cénicas (a propósito do filme de Sir Laurence Oliver)
- Shakespeare e o drama inglês
- Através da poesia inglêsa : (apresentação dalgumas traduções) : conferencia realizada no Clube Fenianos Portuenses, em 5 de agôsto de 1938
- Início : versos por Antonio Pinheiro Guimarães
- Some notes on the Portuguese-English and English-Portuguese grammars to 1830